# The Defiant Ones
The Defiant Ones (Fugitivos, en España; Fuga en cadenas, en algunos países hispanohablantes) es una película estadounidense de 1958 dirigida y producida por Stanley Kramer, protagonizada por Tony Curtis y Sidney Poitier. Se trata de una adaptación de Harold Jacob Smith a partir de la historia de Nedrick Young (originalmente aparece como Nathan E. Douglas).[cita requerida]
The Defiant Ones ganó dos Oscars: mejor fotografía en blanco y negro y mejor guion adaptado, y fue nominada por mejor actor principal (Tony Curtis y Sidney Poitier), mejor actor secundario (Theodore Bikel), mejor actriz secundaria (Cara Williams), mejor dirección, mejor montaje y mejor película.[cita requerida]

## Argumento
En el sur de Estados Unidos, dos presos, el afrodescendiente Noah Cullen (Sidney Poitier) y el caucásico John "Joker" Jackson (Tony Curtis) son transportados en el autobús de la cárcel a su nueva prisión. El vehículo tiene un accidente y ambos aprovechan la oportunidad para escapar encadenados entre sí. A pesar del odio racista que ambos tienen, no tienen más opción que cooperar para escapar de sus perseguidores, ya que no son capaces de romper la cadena que los une.
Cullen y Joker huyen a través de las dificultades del terreno y del clima, con una breve parada en una aldea donde intentan entrar en una tienda de ultramarinos, con la esperanza de obtener alimentos y herramientas para romper la cadena que los mantiene juntos. En su lugar, sin embargo, son capturados por la gente del pueblo, que forman una turba para su linchamiento, pero son salvados solo por la interferencia de "Big" Sam (Chaney), un hombre que está consternado por la sed de sangre de sus vecinos. Sam persuade a la gente del pueblo para retener a los presos y continuar por la mañana. Pero esa noche los libera, después de revelarles que también él fue un expresidiario encadenado.
Terminan en una granja, donde una mujer (Cara Williams), abandonada por su marido, vive allí con su hijo (Kevin Coughlin). Les ayuda a cortar la cadena. Ella y Jackson se hacen amigos. Sin embargo, cuando él se entera de que ella ha enviado a Cullen a una muerte segura enviándolo por un camino que lo conduce derecho a un pantano, la deja y corre herido a prevenirle. No pueden coger un tren en marcha, que podría hacerlos salir del estado. Finalmente los dos fugitivos son capturados por sus perseguidores.

## Reparto
- Tony Curtis como John "Joker" Jackson, uno de los dos prisioneros encadenados entre sí que logran escapar.
- Sidney Poitier como Noah Cullen, el otro de los prisioneros encadenados entre sí.
- Theodore Bikel como el sheriff Max Müller, quien lleva adelante la persecución de los dos reos.
- Charles McGraw como el capitán Frank Gibbons.
- Lon Chaney, Jr. como Big Sam.
- King Donovan como Solly.
- Claude Akins como Mack.
- Lawrence Dobkin como Editor.
- Whit Bissell como Lou Gans.
- Carl Switzer como Angus. La última actuación de Switzer antes de morir.
- Kevin Coughlin como Billy.
- Cara Williams como la madre de Billy.

## Recepción

### Premios y nominaciones
La película obtuvo un total de 16 premios y 19 nominaciones. A continuación se muestra un listado con algunos de ellos.
| \| Premio \| Categoría \| Persona \| Resultado \| \| ---------------------------------------- \| ------------------------------ \| ----------------- \| --------- \| \| Premios Óscar \| Mejor guion original \| \| Ganador \| \| Premios Óscar \| Mejor fotografía (B&N) \| \| Ganador \| \| Premios Óscar \| Mejor película \| \| Nominado \| \| Premios Óscar \| Mejor director \| Stanley Kramer \| Nominado \| \| Premios Óscar \| Mejor actor \| Tony Curtis \| Nominado \| \| Premios Óscar \| Mejor actor \| Sidney Poitier \| Nominado \| \| Premios Óscar \| Mejor actor de reparto \| Theodore Bikel \| Nominado \| \| Premios Óscar \| Mejor actriz de reparto \| Cara Williams \| Nominado \| \| Premios Óscar \| Mejor montaje \| Frederic Knudtson \| Nominado \| \| Premios BAFTA \| Mejor actor \| Sidney Poitier \| Ganador \| \| Premios BAFTA \| Mejor actor \| Tony Curtis \| Nominado \| \| Premios BAFTA \| Mejor película \| \| Nominado \| \| Premios Globo de Oro \| Mejor película dramática \| \| Ganador \| \| Festival Internacional de cine de Berlín \| Mejor interpretación masculina \| Sidney Poitier \| Ganador \| \| Festival Internacional de cine de Berlín \| Oso de oro \| Stanley Kramer \| Nominado \| |                                |                   |           |
| Premio | Categoría                      | Persona           | Resultado |
| Premios Óscar | Mejor guion original           |                   | Ganador   |
| Premios Óscar | Mejor fotografía (B&N)         |                   | Ganador   |
| Premios Óscar | Mejor película                 |                   | Nominado  |
| Premios Óscar | Mejor director                 | Stanley Kramer    | Nominado  |
| Premios Óscar | Mejor actor                    | Tony Curtis       | Nominado  |
| Premios Óscar | Mejor actor                    | Sidney Poitier    | Nominado  |
| Premios Óscar | Mejor actor de reparto         | Theodore Bikel    | Nominado  |
| Premios Óscar | Mejor actriz de reparto        | Cara Williams     | Nominado  |
| Premios Óscar | Mejor montaje                  | Frederic Knudtson | Nominado  |
| Premios BAFTA | Mejor actor                    | Sidney Poitier    | Ganador   |
| Premios BAFTA | Mejor actor                    | Tony Curtis       | Nominado  |
| Premios BAFTA | Mejor película                 |                   | Nominado  |
| Premios Globo de Oro | Mejor película dramática       |                   | Ganador   |
| Festival Internacional de cine de Berlín | Mejor interpretación masculina | Sidney Poitier    | Ganador   |
| Festival Internacional de cine de Berlín | Oso de oro                     | Stanley Kramer    | Nominado  |